# Necromys lactens
Necromys lactens é uma espécie de roedor da família Cricetidae.
Pode ser encontrada nos seguintes países: Argentina e Bolívia.